# 樸次茅斯海軍基地
樸次茅夫海軍基地（HMNB Portsmouth）為英國皇家海軍三個現役海軍基地之一，另外兩個分別為位於蘇格蘭的克萊德海軍基地與位於英格蘭西南部的德文港海军基地。樸次茅夫海軍基地建於樸次茅夫港的東岸，威特島以北，皇家海軍近三分之二的水面艦艇長期停泊於此基地。基地內設有英國海軍總指揮部，艦隻維修設備與及供乘務員使用的設施如宿舍及醫療，全部均由英國國防部提供。

樸次茅夫海軍基地為皇家海軍最古老的海軍基地，近幾個世紀中於大英帝國擴張時期與及保衛英倫三島上扮演著不可或缺的角色。基地內亦有旅遊景點勝利號（HMS Victory）與及戰士號（HMS Warrior）。於2006年英國國防部表示將重新檢討三個現役軍港的未來發展，以確保能提供皇家海軍的需要。估計三個海軍港都將會保留，惟亦有可能會縮減每個基地的設備甚至關閉英格蘭兩個軍港中的其中一個。

樸次茅夫海軍基地目前雇用非戰鬥人員 17,200 名。

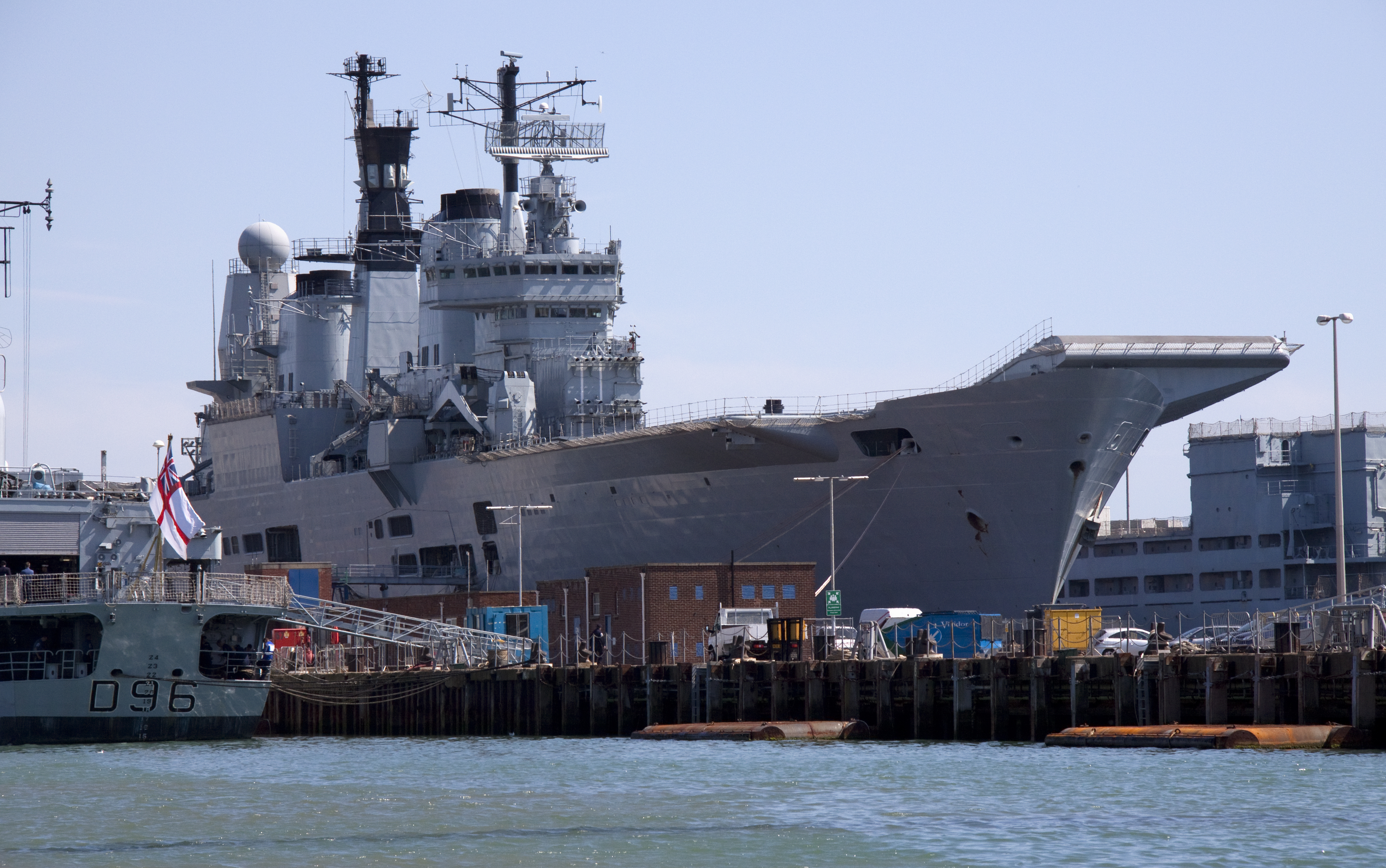
皇家方舟航母於樸次茅夫

## 軍港功能
於樸次茅夫海軍基地內停泊的皇家海軍艦艇包括42型驅逐艦、絕大多數的23型護航艦與及兩個小隊的掃雷艦艇。基地內的大部份艦艇構成了樸次茅夫艦隊（Portsmouth Flotilla）。